# Callicebus cinerascens
El tití ceniciento o sahuí ceniciento (Callicebus cinerascens) es una especie de primate platirrino endémico en Brasil.